# Jakub Kołas
Jakub Kołas, właśc. Kanstancin Mickiewicz (ur. 3 listopada 1882 w Okińczycach, zm. 13 sierpnia 1956 w Mińsku) – klasyk literatury białoruskiej, poeta i pisarz, działacz narodowy, nauczyciel.

## Dzieciństwo i młodość
Rodzice poety – Michał Kazimirawicz i Hanna (nazwisko panieńskie Losik) wywodzili się z chłopskiej ludności wsi Mikałajeuszczyzna (12 km od miasta Stołpce). Spośród ich trzynaściorga dzieci dziewięcioro dożyło dorosłości. Ojciec poety służył na posadzie leśniczego w dobrach Radziwiłłów, matka zajmowała się domem. Wkrótce po narodzeniu Kostusia (jak nazywano przyszłego poetę w domu) rodzina przeniosła się na teren uroczyska Łastok. W latach 1890–1904 rodzina Mickiewiczów mieszkała w leśniczówce Albuć, w pobliżu Mikałajeuszczyny. Wielki wpływ na chłopca miał stryj Antoś, który obudził w nim zainteresowanie literaturą. Kostuś samodzielnie opanował pismo cyrylickie. Przez dwa lata wraz ze starszymi braćmi pobierał nauki w domu, u tak zwanego darektara (to jest absolwenta ówczesnej szkoły ludowej). W późniejszym czasie sam ukończył szkołę ludową w Mikałajeuszczynie (1892–1894). W latach 1895–1897 Kostuś mieszkał w leśniczówce Albuć, pomagając rodzicom w prowadzeniu gospodarstwa, a jednocześnie dużo czytał, przygotowując się do wstąpienia do seminarium nauczycielskiego. W wieku około 10 lat pod wpływem utworów Kryłowa, Kostuś ułożył bajkę Warona i lisica. W wieku 12 lat napisał swój pierwszy wiersz Wiasna, który spotkał się z pochwałą ze strony ojca. W tym też czasie młody Mickiewicz po raz pierwszy zetknął się z białoruską twórczością literacką (wiersz Janki Łuczyny Stary Liaśnik), co wywarło na nim wielkie wrażenie.
W 1898 zaczął uczęszczać do seminarium nauczycielskiego w Nieświeżu, które ukończył w 1902. W okresie nauki zafascynowała go literatura piękna, czytał utwory Puszkina, Lermontowa, Szewczenki, Franki, Mickiewicza. Układał wtedy też pierwsze wiersze i bajki w języku rosyjskim, gromadził materiały z zakresu białoruskiej etnografii, zapisywał zasłyszaną ustną twórczość ludową. W niedługim czasie zaczął tworzyć wiersze i utwory prozatorskie w języku białoruskim. Utwory te dotyczyły przyrody, niełatwego bytu chłopa. Napisane zostały wówczas poematy Kalia kastra oraz Strach, teksty których się jednak nie zachowały oraz notatka Nasza siało, ludzi i szto robicca ŭ siale. Duży wpływ na młodego poetę wywarł wykładowca seminarium F. Kydryński, który dostrzegając wysoką wartość napisanych po białorusku tekstów zachęcał chłopca do dalszych prób literackich.
Na pierwsze dziesięciolecie XX wieku przypada początek pracy twórczej i pierwsze przejawy aktywności społecznej K. Mickiewicza. Poszerza się różnorodność gatunkowa pisanych przez niego utworów, które osiągają doskonalszą formę. Wtedy także pojawiają się pierwsze publikacje poety. Po ukończeniu seminarium nauczycielskiego młody nauczyciel pracował na Polesiu, we wsiach Lusino (obecnie rejon hancewicki) i Pinkowicze (obecnie rejon piński). Sporządzał tam różne zapisy etnograficzne, utrwalając białoruski folklor. W tym też czasie zapoznał się z nielegalną literaturą rewolucyjną i zaczął przeprowadzać rozmowy agitacyjne z miejscowymi chłopami. W listopadzie 1905 ułożył tekst petycji mieszkańców Pinkowicz do zarządcy z żądaniem udostępnienia chłopom jezior i gruntów dla wypasu. W styczniu 1906 za niepożądaną działalność społeczną Mickiewicza ukarano przeniesieniem do wierchmieńskiej szkoły ludowej (obecnie rejon smolewicki). W dniach 9–10 lipca 1906 wziął udział w nielegalnym zjeździe nauczycielskim, który odbył się we wsi Mikałajeuszczyna. Zjazd rozpędzony został przez policję carską, a K. Mickiewicz podobnie jak inni jego uczestnicy pozbawiony został uprawnień nauczycielskich.

## Pierwsze publikacje
Pierwszym wydrukowanym utworem poety był wiersz, który pojawił się w wileńskiej białoruskojęzycznej gazecie Nasza Dola 1 września 1906. Wkrótce zaczął on aktywną współpracę z wileńską białoruskojęzyczną gazetą Nasza Niwa. 15 września 1906 opublikował tam pod pseudonimem Dziadźka Kostuś opowiadanie Słaboda, dotyczące samowoli policji carskiej. Był to pierwszy wydrukowany utwór prozatorski artysty. Wtedy też po raz pierwszy użyty został przez twórcę pseudonim literacki Jakub Kołas. W tym okresie twórczości Kołasa pojawiały się nowe formy literackie. Wchodził on na wyższy poziom rozważań, rozpoczynał pisanie alegorycznych opowiadań Kazki żyćcia, gdzie w filozoficzny sposób interpretował rzeczywistość.

## Okres uwięzienia
Na przełomie lat 1906/1907 Kołas mieszkał z rodziną w leśniczówce Smaliarnia, gdzie bez oficjalnego zezwolenia otwierał prywatną szkołę. Tworzył tam poradnik metodyczny Druhoje czytańnie dla dziaciej biełarusaŭ. W 1907 przyjeżdża do Wilna, gdzie przez kilka tygodni kieruje działem literackim Naszej Niwy, jednakże wkrótce policja nakazuje mu opuścić miasto. Na początku 1908 przez pewien czas nauczał we wsi Sani (obecnie rejon tołoczyński). 15 września 1908 J. Kołas skazany został na trzy lata więzienia za aktywne działanie mające na celu realizację programu Wszechrosyjskiego Związku Nauczycieli, który jak uznał sąd, miał na celu zniesienie istniejącego w Imperium ładu społecznego. Kołasa uznano równocześnie za winnego ułożenia odezwy do nauczycieli, mimo iż jej autorem był kto inny. Poeta nie zdradził jednak przed sądem tożsamości rzeczywistego twórcy odezwy.
Całość wyroku Kołas odbył w Mińsku, za kratami udawało mu się jednak pisać i wysyłać utwory na zewnątrz. Napisane w tym okresie wiersze i opowiadania drukowane były w Naszej Niwie. Rozpoczął on wtedy prace nad poematami Nowaja ziamla oraz Symon-muzyka. W 1909 w Petersburgu w wydawnictwie Zahlianie sonca i u nasza akonca ukazała się pierwsza jego książka – Druhoje czytańnie dla dziaciej biełarusaŭ. W 1910 w Wilnie wydrukowany został pierwszy tom wierszy Pieśni żalby (pisanych w latach 1906–1909). Wiadomo, iż owe wczesne utwory Jakuba Kołasa wysoko oceniał znany rosyjski pisarz Maksim Gorki.

## Okres przed I wojną światową
Po wyjściu z więzienia od września 1911 do 1914 Kołas wykonywał pracę nauczyciela. Przez kilka miesięcy bez oficjalnego zezwolenia nauczał dzieci pracowników kolei w miasteczku Łuniniec, a w latach 1912–1914, po wystawieniu przez władze zaświadczenia o poprawie, pracował jako nauczyciel we wsi Kupiatycze w pobliżu Pińska, a potem w Trzeciej Pińskiej Szkole Parafialnej. Okres ten jest bardzo znaczący dla jego życia osobistego. W sierpniu 1912 w chutorze Smolnia w pobliżu wsi Mikałajeuszczyna miało miejsce pierwsze spotkanie Kołasa z Janką Kupała, dające początek ich przyjaźni. W czerwcu 1913 J. Kołas poślubił nauczycielkę szkoły kolejowej w Pińsku Marię Dźmitryjeunę Kamieńską, z którą wspólnie przeżył 30 lat i doczekał się trzech synów.
W tym czasie w gazecie Nasza Niwa regularnie drukowane były wiersze Kołasa poświęcone na ogół rozmaitym aspektom życia białoruskiej wsi. W 1912 w Wilnie ukazał się zbiór „Apawiadanńni”. W 1913 w Petersburgu ukazują się w postaci osobnych wydań opowiadania: Niomanaŭ dar, Toŭstaje paliena, a także zbiór wierszowanych opowiadań Prapaŭ czaławiek. Głównym tematem tych utworów było życie białoruskiego chłopstwa. W 1914 w Wilnie wydany został zbiór opowiadań o różnorodnej tematyce Rodnyja zjawy. Utwory prozatorskie Kołasa tego okresu zbliżają się do jego utworów poetyckich zarówno pod względem poruszanej tematyki, jak i kierunku ideowego oraz struktury wyobrażeniowej. W 1916 w Petersburgu w wydawnictwie Zahlianie sonca i ŭ nasza akonca opublikowany zostaje również utwór dramatyczny pisarza – niewielka sztuka Czarka usio na świecie robić, mająca podtytuł Tragedia z niedawnych lat (z życia wiejskiego).

## Okres I wojny światowej
Podczas I wojny światowej w 1915 w związku ze zbliżaniem się frontu J. Kołas ewakuował się wraz z rodziną na teren guberni moskiewskiej, gdzie został zmobilizowany do wojska. Po ukończeniu w 1916 moskiewskiej Aleksandrowskiej Szkoły Wojskowej służył w pułku rezerwowym w Permie. Latem 1917 już jako podporucznik skierowany został na front rumuński, ale wkrótce w związku z pogorszeniem stanu zdrowia uzyskał przepustkę i udał się do miasta Obojań (obecnie obwód kurski), gdzie przebywała jego żona wraz z synami. Jako nauczyciel zwolniony został z obowiązku odbywania służby wojskowej i podjął pracę w charakterze wykładowcy oraz korepetytora w mieście Obojań i jego okolicach.
W utworach tego okresu pojawiają się motywy antywojenne, trwoga poety o los Białorusi w nowych warunkach historycznych, stworzonych przez działania wojenne i rewolucję październikową, a jednocześnie wezwania do pracy organicznej na rzecz ojczystego kraju (tom wierszy Wodhullie, wydany w Mińsku w 1922). Kołas kontynuuje równocześnie prace nad tekstami poematów Nowaja ziamla oraz Symon-muzyka, próbuje swych sił także w dramaturgii. Jednym z utworów tego rodzaju literackiego jest sztuka Antoś Łata (1917, prapremiera w Mińsku 1918). Przełomowy moment historyczny między rewolucją lutową a październikową powiązany z niepewnością co do dalszych losów Białorusi znalazł odzwierciedlenie w sztuce Na darozie żyćcia (1917, prapremiera w Mińsku w 1921).

## Lata 20. i 30.
Pierwsza połowa lat 20. była znaczącym okresem zarówno w życiu osobistym twórcy, jak i jego działalności służbowej i literackiej. W 1921 na wezwanie rządu radzieckiej Białorusi Jakub Kołas stawił się w Mińsku. Był współpracownikiem Komisji Naukowo-Terminologicznej Ludowego Komisariatu Oświaty, komisji do spraw gromadzenia ustnej twórczości ludowej w Instytucie Kultury Białoruskiej, wykładał w Białoruskim Technikum Pedagogicznym, prowadził również zajęcia z gramatyki i metodyki nauczania języka białoruskiego na kursach pedagogicznych w Słucku, zajęcia z języka białoruskiego prowadził także w Białoruskim Uniwersytecie Państwowym.
W 1921 w Kownie ukazał się zbiór opowiadań Kazki żyćcia (większość z zawartych w nim bajek powstała przed 1917, chociaż niektóre pochodzą też z kolejnych lat). W utworach tych Kołas w alegorycznej formie ukazuje poglądy na historię i filozofię życiową Białorusinów jako narodu oraz ich miejsce wśród narodów sąsiedzkich, sygnalizuje ważne problemy społeczno-polityczne oraz etyczne, ukazuje dążenie człowieka do poznania tajemnic przyrody oraz egzystencji.
W I połowie lat 20. J. Kołas finalizuje dziesięcioletnie prace nad wielkimi utworami, w jakich ukazał szeroki obraz życia Białorusinów końca XIX i początku XX wieku oraz ujawnił swoje wyobrażenie co do dróg rozwoju narodu. W 1923 ukazał się w Mińsku poemat Nowaja ziamla. Utwór ten jest swoistą artystyczną encyklopedią życia białoruskiego chłopstwa na przełomie wieków. Na język polski został on przetłumaczony przez Czesława Seniucha w 120 rocznicę urodzin poety. W 1925 w czasopiśmie Połymia opublikowana został trzecia redakcja poematu Symon-muzyka. Utwór ten ukazuje rolę artysty i samej sztuki w życiu narodu. W dziele tym najpełniej wyrażone zostały poglądy Kołasa na estetykę.
W tym czasie rozszerza się też tematyka jego utworów. Kołas zaczyna opisywać drogi życiowe i duchowe poszukiwania białoruskiej inteligencji początku XX wieku. Pisarz tworzy tak zwane opowieści poleskie: dwa wielkie utwory prozaiczne: U palieskaj hłuszy (Wilno, 1923) oraz U hłybi Palieśsia (Mińsk, 1927). Weszły one później jako 1. i 2. część w skład trylogii Na rostaniach, będącej największym utworem prozatorskim Kołasa i jedną z pierwszych wielkich białoruskich powieści w ogóle. W 1925 opublikowany został dramat Zabastoŭszczyki, opowiadający historię włączenia się białoruskiego nauczycielstwa w walkę polityczną. Kanwą sztuki stał się pierwszy nielegalny zjazd nauczycieli w Mikałajeuszczynie. Utwór ten nie doczekał się jak dotąd wystawienia na scenie teatru. Oprócz tego, w 1925 napisane zostało opowiadanie Na prastorach żyćcia, poświęcone młodzieży lat 20., zagadnieniom związanym z jej kondycją duchową, edukacją, kulturą, dążeniem do przemiany swego życia.
I połowa lat 20. i lata 30. to czas aktywnej działalności społecznej J. Kołasa, uznania jego zasług, a przy tym bardzo skomplikowany okres życia, związany z wydarzeniami, które odbiły się na stanie psychicznym artysty i negatywnie wpłynęły na całą dalszą jego twórczość. 18 października 1926 J. Kołas otrzymał tytuł Ludowego Poety Białorusi. Od 1928 roku był członkiem Akademii Nauk Białorusi, od 1929 – jako członek jej prezydium w randze wiceprezesa. Był kandydatem do członkostwa w Centralnym Komitecie Wykonawczym BSRR w latach 1927–1929, członkiem tej instytucji w latach 1929–1931 oraz 1935–1938. Brał udział w pracach I Ogólnobiałoruskiego Zjazdu Pisarzy Radzieckich oraz I Wszechzwiązkowego Zjazdu Pisarzy Radzieckich w Moskwie (1934), gdzie wybrano go do kierowniczych organów literackich związków twórczych. W 1935 wystąpił z przemową na Światowym Kongresie Obrony Kultury w Paryżu.
Już w połowie lat 20. Kołas zaczął być rozpracowywany przez radzieckie organy represji. W 1925 roku przeprowadzono u niego przeszukanie, a następnie poddano przesłuchaniu w związku z tak zwaną „sprawą listopadową”, związaną z „organizacją kontrrewolucyjną” na ziemi słuckiej. W latach 30. nacisk na Kołasa wzmocnił się jeszcze bardziej. Został on wprost oskarżony o propagandę idei bezklasowości narodu białoruskiego, w jego utworach doszukiwano się ideologizacji kułactwa oraz indywidualnego gospodarowania, przecenianie roli inteligencji. W 1930 Kołas został zmuszony do złożenia publicznej samokrytyki z powodu politycznych „pomyłek”. W tym czasie aresztowano i represjonowano bliskich poety – wujka ze strony matki językoznawcę i działacza społeczno-politycznego Jazepa Losika, a także Aliaksandra Kamieńskiego, brata żony Kołasa. 6 lutego 1938 w domu pisarza przeprowadzono poszukiwanie broni, a samego artystę zmuszono do stania w czasie przeszukania twarzą do ściany z rękoma w górze. Kołasowi groził wówczas areszt, jednakże odpowiedni nakaz ze strony radzieckiego kierownictwa nie został ostatecznie wydany, prawdopodobnie ze względu na powszechną rozpoznawalność i uznanie, jakim cieszył się poeta.
Jak podkreślają biografowie Kołasa literaturoznawcy M. Maciuch oraz M. Muszyński, począwszy od końca lat 20. po początek lat 30. pisarz znalazł się w sytuacji bez wyjścia, będąc uzależniony od aktualnego ideologicznego stanowiska partii komunistycznej oraz społecznych i państwowych struktur systemu totalitarnego. Nieszczęścia przymusowej kolektywizacji, zburzenie tradycyjnej struktury wsi, całkowita kontrola nad wszelkimi środkami życia społeczno-politycznego oraz duchowego, likwidacja wolności słowa i myśli, masowe represje przeciwko narodowo ukierunkowanej inteligencji – wszystko to negatywnie wpłynęło na Kołasa jako na twórcę. Stał się on zakładnikiem systemu, mimowolnym propagatorem socjalistycznego realizmu, uznawanego za kategorię estetyczną, choć będącego w istocie wyrazem określonych potrzeb politycznych.
W 1926 roku Kołas rozpoczął prace nad poematem Na szliachach woli, dotyczącym ciężkich warunków życia w okresie I wojny światowej, ich wpływu na formowanie nastrojów sprzeciwu wśród mas ludowych i w efekcie jednoznacznej postawy wobec bolszewików w okresie rewolucji roku 1917. Nad utworem tym poeta przeprowadził masę rozważań, wkładając w niego wiele pracy tak w latach 30., jak i 50., nie udało mu się jednak go ukończyć. W twórczości Kołasa lat 30. obecne jest również zagadnienie kolektywizacji. Główny bohater jego dość schematycznej powieści Adszczapieniec (1930–1931, wydana w 1932) po długich wątpliwościach dochodzi jednak do wniosku o przewadze gospodarki kolektywnej nad indywidualną. Dodatkowo w okresie tym J. Kołas zwrócił się ku dramatycznym wydarzeniom I wojny światowej – w sztuce Wajna wajnie (1927–1931, ostatnia redakcja w 1938), powieści Drhywa (1933) oraz stworzonej na jej podstawie sztuce U puszczach Paleśsia (1937). W 1940 rozpoczął prace nad poematem Rybakowa chata, opowiadającego o życiu białoruskiej ludności, która znalazła się w granicach Polski i jej walce o swe prawa. W tym okresie Kołas oddaje się również sztuce przekładu z języka rosyjskiego, ukraińskiego oraz polskiego. Wśród dokonanych przez niego ówcześnie przekładów znajduje się Połtawa Puszkina, utwory Lermontowa, Mickiewicza, Szewczenki, Tyczyny i innych.

## Okres II wojny światowej
Po napaści Niemiec na Związek Radziecki poeta mieszkał w Klaźmie pod Moskwą, Taszkencie, samej Moskwie. W wierszach tego okresu (tomiki Adpomścim 1942, Hołas ziamli 1943), poematach Sud u liesie (1942), Adpłata (1943–1944) oraz powstałych wówczas artykułach publicystycznych Kołas wychwalał patriotyzm, heroizm radzieckiego ludu, obnażał skierowaną na nienawiść do człowieka istotę faszyzmu. W 1944 artysta otrzymał tytuł Zasłużonego Działacza Nauki Białorusi. W końcu 1944 roku powrócił do Mińska.

## Okres po II wojnie światowej
Po II wojnie światowej, od połowy lat 40. aż do końca życia, J. Kołas pracował w Akademii Nauk Białorusi, był znanym działaczem społecznym, deputatem Rady Najwyższej ZSRR oraz Rady Najwyższej BSSR, członkiem KC KPB oraz ogólnozwiązkowego Komitetu do spraw Nagród Państwowych w Dziedzinie Literatury i Sztuki, przewodniczącym Białoruskiego Komitetu Obrony Pokoju i członkiem odpowiedniego Radzieckiego Komitetu. Posad swych Kołas nigdy nie traktował jak formalne synekury, ale głęboko przejmował się zawsze problemami zwykłych obywateli, pragnął reprezentować interesy zarówno ich, jak i całego narodu białoruskiego. W 1956 sporządził list skierowany do najwyższych instancji partyjnych, w którym wyraził zaniepokojenie z powodu położenia języka białoruskiego w życiu społecznym, proponując jednocześnie środki jego obrony.
W latach 50. Kołas w charakterze redaktora naukowego uczestniczył w przygotowaniu pierwszego wydania Słownika rosyjsko-białoruskiego (1953). W 1954 zakończył prace nad powieścią Na rostaniach, w której opisał wydarzenia lat 1906–1911. Stała się ona ostatnią częścią trylogii o tym samym tytule (po utworach U palieskaj puszczy oraz U hłybi Palessia).
Został odznaczony m.in. pięciokrotnie Orderem Lenina, Orderem Czerwonego Sztandaru oraz Orderem Czerwonego Sztandaru Pracy.
13 sierpnia 1956 J. Kołas zmarł w trakcie pracy za swym biurkiem. Pochowany został na Cmentarzu Wojskowym w Mińsku.

## Pseudonimy
Jakub Kołas pisał również pod innymi pseudonimami, wśród nich znajdowały się: Aharak, K. Adzinoki, K. Aleucki, Andrej <<sacyjalist>>, K. Biełorus, Tamasz Budawa, Hanna Hrud, Taras Huszcza, Dziemianoŭ Huz, Piotruś Dziahiel, Dziadźka Karuś, Dubowy List, Hanna Krum, Kudiesnik, Karuś Łapać, Liewy, Liesawik, Marcin z-za reczki, Mikałajewiec, M. Mickiewicz, Nadniomaniec, Narodnyj uczitiel, Swój czaławiek, Stary szut, Iwan Torba, a także kryptonimami: Т.Г.; К.; Я.К-с; К.М.; К.П-ій i innymi.

## Ekranizacje
- Pierwyje ispytanija, reż. Władimir Korsz-Sablin(inne języki), 1960–1961.

## Pamięć o poecie
W latach 1959–1965 przyznawana była Nagroda Literacka imienia J. Kołasa. Od 1972 przyznawana jest Państwowa Nagroda imienia J. Kołasa za najlepsze prace prozatorskie i literaturoznawcze. Jego imię nosi Miński Kombinat Poligraficzny, Instytut Językoznawstwa Narodowej Akademii Nauk Republiki Białorusi, Witebski Teatr Dramatyczny, Centralna Biblioteka Naukowa Narodowe Akademii Nauk Republiki Białorusi i szereg innych bibliotek. Imię Kołasa nosi wiele szkół, placów i ulic na Białorusi. Ulica Jakuba Kołasa znajduje się również w polskim mieście Hajnówka.
Pomniki poety znajdują się w Mińsku (na nazwanym na jego cześć placu), we wsi Mikałajeuszczyna, w Nowogródku, w miejscowości Płoskaje w rejonie tołoczyńskim. Popiersie poety obejrzeć można w Nieświeżu. W Mińsku funkcjonuje Państwowe Literacko-Pamiątkowe Muzeum J. Kołasa, którego filie znajdują się w Okińczycach, Smolnie, Mikałajeuszczynie i miejscowości Olbuć.